# جيرارد سميث (شاعر)
جيرارد سميث (بالإنجليزية: Gerard Smyth)‏ هو صحفي وشاعر أيرلندي، ولد في 1951.

## وصلات خارجية
- الموقع الرسمي